# Exalbidion
Exalbidion là một chi nhện trong họ Theridiidae.